# Jekaterina Litwinzewa

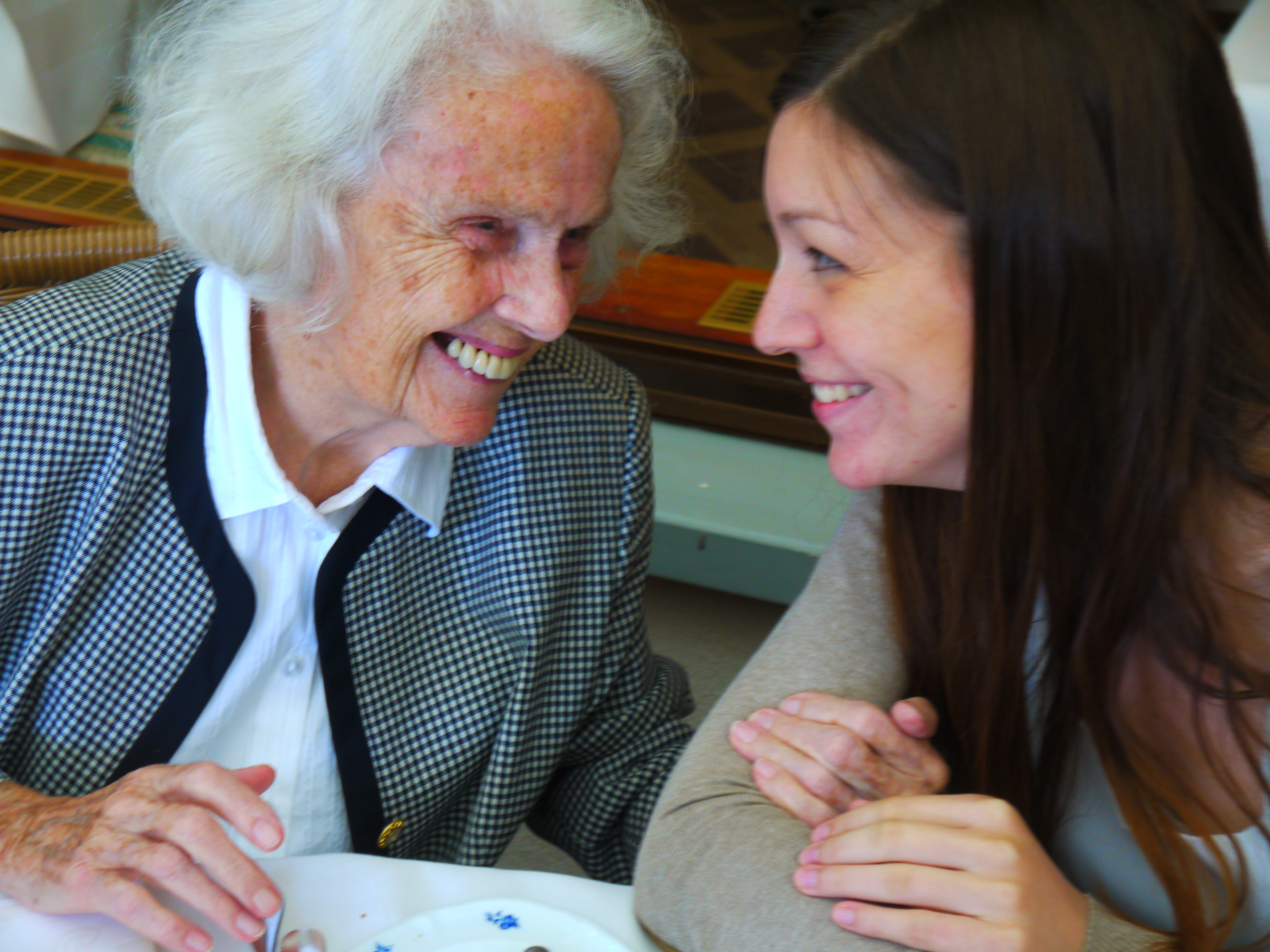
Elisabeth Furtwängler und Jekaterina Litwinzewa (Clarens, 2012)

Jekaterina Litwinzewa (russisch Екатерина Литвинцева; * 1986 in Magadan) ist eine russische Pianistin.

## Leben
Jekaterina Litwinzewa wurde 1986 in Magadan geboren und verbrachte ihre Kindheit und Jugend am nördlichen Polarkreis (Russland). Im Alter von vier Jahren begann sie mit dem Klavierspiel. Ihre erste musikalische Ausbildung erhielt sie von 1994 bis 2001 an der Kindermusikschule in Anadyr, der Hauptstadt des Autonomen Kreises der Tschuktschen. Als Litwinzewa 15 Jahre alt war, zog die Familie nach Moskau um. Litwinzewa studierte von 2002 bis 2006 an der Staatlichen Chopin-Musikschule in der Klavierklasse von Irina Gabrielowa und erhielt ein Diplom mit Auszeichnung. Ab September 2006 war sie Studentin der Maimonides Klassischen Klavierakademie in den Klavierklassen von Wiktor Derewjanko, Alexander Mndojanz und Jekaterina Derschawina. Im November 2011 nahm sie ein Studium der künstlerischen Instrumentalausbildung mit Hauptfach Klavier an der Hochschule für Musik und Tanz Köln in der Klavierklasse von Nina Tichman auf und erhielt im Juli 2013 das Diplom („Master of Music“) mit Auszeichnung. 2014 wechselte Litwinzewa an die Hochschule für Musik Würzburg und studiert in der „Meisterklasse“ von Bernd Glemser.
Eine besondere Prägung erhielt Litwinzewa auch durch den Unterricht bei Robert Kulek, Rudolf Kehrer und Andrzej Jasiński.
Während der Sommer 2007 und 2008 nahm sie an den „Tel-Hai International Masterclasses“ in Israel teil und studierte mit Dmitri Baschkirow, Nikolai Petrow, Wiktor Derewjanko, Emanuel Krasovsky, Jerome Rose, Jose Ribera, Aaron Goldstein.

## Auszeichnungen
Jekaterina Litwinzewa erhielt ab 1996 mehrere Diplome und gewann Preise, zuerst im Alter von 10 Jahren beim überregionalen Wettbewerb „Junge Talente Tschukotkas“ in Anadyr, später 2008 beim Klavierwettbewerb im Rahmen der „Tel-Hai International Piano Masterclasses“ (Sde Boker, Israel), und zuletzt 2014 als Siegerin des „Concorso Internationale per Pianoforte e Orchestra Città di Cantù“ in der Sektion „klassische Klavierkonzerte“ für ihre Interpretation des Klavierkonzerts KV 414 von Wolfgang Amadeus Mozart und als Preisträgerin des „Concours International de Piano Son Altesse Royale la Princesse Lalla Meryem“ in Marokko.

## Konzertaktivitäten
Jekaterina Litwinzewa gab Klavierrecitals in Russland, Deutschland, Rumänien, Israel und Italien. Ihre Verbundenheit mit dem Dirigenten und Komponisten Wilhelm Furtwängler fand ihren Ausdruck in einem Recital im Hause Furtwängler in Clarens im Jahr 2012 in Anwesenheit von Elisabeth Furtwängler, bei dem sie auch Klavierwerke von Wilhelm Furtwängler auf das Programm setzte.
Sie spielte u. a. mit dem Moskauer Kammerorchester des Slobodkin Theater- und Konzertzentrums unter Leitung von Leonid Nikolajew, dem staatlichen akademischen Kammerorchester Russlands unter Leitung von Konstantin Orbelian, dem Sinfonieorchester der Chopin-Musikschule (Dirigent Vladimir Ryzhaev), dem Studentenorchester der Maimonides Staatlichen Klassischen Akademie (Dirigent Vladimir Kern), dem Symphonieorchester von Jerusalem unter Leitung von Vag Papian, der Staatsphilharmonie Arad (Rumänien) unter Leitung von Dorin Frandes, der Staatsphilharmonie Banat in Temeswar unter Leitung von Horst-Hans Bäcker, der Filarmonica Mihail Jora Bacau unter Leitung von Ovidiu Balan und der Klassischen Philharmonie Bonn unter Leitung von Heribert Beissel, mit denen sie im November 2012 im Konzerthaus Berlin, der Liederhalle Stuttgart, der Beethovenhalle Bonn, der Meistersingerhalle Nürnberg, dem Funkhaus des NDR Hannover und der Hamburger Musikhalle konzertierte.

## Aufnahmen
2013 spielte Litwinzewa die Klavierkonzerte KV 271 und 414 von Wolfgang Amadeus Mozart in einer Live-Aufnahme mit der Klassischen Philharmonie Bonn unter Leitung von Heribert Beissel für CD ein. Eine weitere CD, die im Januar 2014 in Kooperation mit dem Saarländischen Rundfunk entstand, ist Klavierwerken des jungen Rachmaninow gewidmet. Für den Saarländischen Rundfunk nahm sie zudem Klavierstücke von Wilhelm Furtwängler auf. Im Jahr 2015 erschien eine Live-Aufnahme von Chopins Klavierkonzerten 1 und 2, wieder mit der Klassischen Philharmonie Bonn unter Leitung von Heribert Beissel.